# Esporlatu
Esporlatu (sardinsky: Isporlàtu) je italská obec (comune) v provincii Sassari v regionu Sardinie. Nachází se ve výšce 473 metrů nad mořem a má 375 obyvatel. Rozloha obce je 18,40 km².